# Michael Warner
Michael David Warner (9 de septiembre de 1958) es un crítico literario, teórico social y profesor estadounidense, influyente en el desarrollo del campo de la teoría queer y la teoría de la esfera pública.
Es autor de The Trouble with Normal (1999), Públicos y contrapúblicos (2002) y The Letters of the Republic (1990), y editor de Fear of a Queer Planet (1993). Su intervención en ese volumen popularizó el concepto de heteronormatividad. Actualmente es catedrático Seymour H. Knox de literatura inglesa y estudios estadounidenses en la Universidad de Yale.

## Biografía

### Inicios
Warner realizó estudios de posgrado en la Universidad de Wisconsin-Madison (1981) y la Universidad Johns Hopkins (1983), y se doctoró en lengua y literatura inglesa en esta segunda en 1986. Posteriormente, fue profesor en la Universidad de Northwestern (1985–1990) y la Universidad de Rutgers (1990–2007). Warner asumió su puesto en la Universidad de Yale en 2007 y se convirtió en catedrático Seymour H. Knox de literatura inglesa y estudios estadounidenses en 2008.
Su primera obra, The Letters of the Republic: Publication and the Public Sphere in Eighteenth-Century America (1990), exploró como se construían discursivamente los públicos en el contexto de la literatura estadounidense temprana, la cultura impresa y las teorías de la esfera pública. La obra de Warner está recorrida por una preocupación por cómo se constituyen los públicos, las esferas públicas y las formas de resistencia política respecto de ellas.

### Teoría queer
En Fear of a Queer Planet: Queer Politics and Social Theory (1993) y, especialmente, The Trouble with Normal. Sex, Politics, and the Ethics of Queer Life (1999), Warner se centra en las realidades de las personas LGBT en Estados Unidos, criticando fuertemente a los movimientos LGBT asimilacionistas que adoptaban modos de vida heteronormativos para ganar una aceptación social mayoritaria (o, en términos de Warner, lograr unirse a un "público" predominante). En este sentido, medidas como el matrimonio igualitario buscarían normalizar las vidas LGBT y llevarlas al ámbito de lo privado, ignorando cómo estas pueden desdibujar la frontera entre público y privado y poner en cuestión normas sociales.
Para Warner, los modos de vida queer tienen la capacidad de desafiar estructuras sociales dominantes y contribuir a democratizar la esfera pública, y por ello debe cultivarse su autonomía y sus desviaciones de la norma, en lugar de estigmatizarlos o tratar de uniformizarlos. Estas ideas se consideran, junto a la obra de Eve Kosofsky Sedgwick, Teresa de Lauretis, Lauren Berlant y Judith Butler, clave en el desarrollo de la teoría queer.

### Esfera pública y obra posterior
En Públicos y contrapúblicos (2002) desarrolló en mayor profundidad su teoría de la esfera pública y la constitución de públicos y "contrapúblicos", comunidades que resisten a los públicos hegemónicos entre las que él sitúa distintas comunidades queer. En obras posteriores trabajó temas como la historia del secularismo en los inicios de los Estados Unidos y el papel del evangelismo en la esfera pública estadounidense del siglo XVIII.
Warner es miembro permanente del Centro de Análisis Crítico de la Cultura Contemporánea de la Universidad de Rutgers desde 2001, y fue director del mismo de 2006 a 2008. También forma parte de varios consejos asesores, incluido el del Center for LGBTQ Studies (desde 1999), la Sociedad para las Humanidades de la Universidad de Cornell (desde 2003) y el Proyecto sobre Escritura Colonial de la Library of América (desde 2005).

## Obras

### Libros
- The Letters of the Republic: Publication and the Public Sphere in Eighteenth-Century America (Harvard University Press, 1990).
- The Trouble with Normal (The Free Press, 1999; Harvard University Press, 2000).
- Publics and Counterpublics (Zone Books, 2002). Editado en español como Público, públicos, contrapúblicos (FCE, 2002) y Públicos y contrapúblicos (UAB, 2008).

### Libros editados
- The Origins of Literary Studies in America: A Documentary Anthology (Routledge, 1988) (con Gerald Graff).
- Fear of a Queer Planet: Queer Politics and Social Theory (University of Minnesota Press, 1993).
- The English Literatures of America (Routledge, 1997) (con Myra Jehlen).
- American Sermons: The Pilgrims to Martin Luther King, Jr. (Library of America, 1999).
- The Portable Walt Whitman (Penguin, 2003).
- Varieties of Secularism in a Secular Age (Harvard University Press, 2010) (con Craig Calhoun y Jonathan VanAntwerpen).

## Premios
- 2009: A.S.W. Rosenbach Lectures en Bibliografía.
- 2001: Premio Foerster al mejor ensayo en American Literature.
- 1993: Premio Crompton-Noll al Mejor ensayo sobre estudios de gays y lesbianas.
- 1992: Premio Foerster al mejor ensayo en American Literature.
- 1988: Premio al Profesor Destacado, Universidad Northwestern.